# Петровка (Дубёнский район)
Петровка — село в Дубёнском районе Мордовии. Административный центр Петровского сельского поселения.

## География
Расположено на речке Кузлей (Казелейка), в 6 км от районного центра и 28 км от железнодорожной станции Атяшево.

## Название
Название-антропоним: по имени владельца села П. А. Румянцева.

## История
Основано в начале XVII века переселенцами из села Чеберчино.
В «Списке населённых мест Симбирской губернии» (1864) Петровка — деревня удельная из 170 дворов (1 325 чел.) Алатырского уезда.
В 1913 году в Петровке насчитывалось 925 дворов (1 888 чел.); имелись церковь, церковно-приходская школа; в 1926 году — 2 033 чел.
В 1930 году был создан колхоз им. Блюхера, с 1937 года — им. Чапаева, с 1997 года — СХПК.

## Инфраструктура
Основная школа, библиотека, клуб, отделение связи, сберкасса.

## Население
На 2001 год население составляло 531 человек.
| 2002 | 2010 | 2012 | 2013 | 2014 | 2015 | 2016 |
| ---- | ---- | ---- | ---- | ---- | ---- | ---- |
| 493  | ↘434 | ↘414 | ↘408 | ↘398 | ↘371 | ↗385 |
| 2017 | 2018 | 2019 | 2020 | 2021 |      |      |
| ↗392 | ↗395 | ↗403 | ↘379 | ↘375 |      |      |

## Достопримечательности
- Памятник воинам, погибшим в годы Великой Отечественной войны.
- Церковь Иоанна Кронштадтского, ныне не действующая[12].

## Известные жители
- А. А. Денисов — Герой Советского Союза.

## Источник
- Энциклопедия Мордовия, М. М. Сусорева.